# ستيفون جاكسون
ستيفون جاكسون (بالإنجليزية: Stefon Jackson)‏ مواليد 7 مايو 1985 في فيلادلفيا، هو لاعب كرة سلة أمريكي. بدأ مسيرته الاحترافية في سنة 2009. يبلغ طوله 6 قدم 5 بوصة (2.0 م).

## المسيرة الاحترافية
لعب مع نادي داروشافاكا لكرة السلة في سنة 2009، ثم لعب مع نادي أولمبيا لاريسا لكرة السلة في سنة 2010، ثم لعب مع إسبارن بريمرهافن في الدوري الألماني من سنة 2012 إلى 2014.

## روابط خارجية
- ستيفون جاكسون على موقع كرة السلة الأوروبية.كوم (الإنجليزية)
- ستيفون جاكسون على موقع كلية كرة السلة في سبورتس رفرنس.كوم (الإنجليزية)
- ستيفون جاكسون على موقع ريلجم (الإنجليزية)
- ستيفون جاكسون على موقع سبورتس رفرنس (الإنجليزية)